# Lyndon Williams
Lyndon Williams (* 24. Oktober 1964) ist ein walisischer Badmintonspieler.

## Karriere
Lyndon Williams gewann schon als Junior 1981 seinen ersten Titel bei den nationalen Meisterschaften von Wales. Zwei Jahre später siegte er bei der Junioren-Europameisterschaft. 1988 erkämpfte er sich Bronze bei den Europameisterschaften der Erwachsenen im Herrendoppel mit Chris Rees. Insgesamt gewann er in Wales 16 nationale Titel.

## Sportliche Erfolge
| Saison | Veranstaltung                             | Disziplin    | Platz | Name                               |
| ------ | ----------------------------------------- | ------------ | ----- | ---------------------------------- |
| 1980   | Wales: Einzelmeisterschaften der Junioren | Mixed        | 1     | Lyndon Williams / Angela Nelson    |
| 1980   | Wales: Einzelmeisterschaften der Junioren | Herrendoppel | 1     | Lyndon Williams / Chris Rees       |
| 1981   | Wales: Einzelmeisterschaften der Junioren | Herrendoppel | 1     | Lyndon Williams / Chris Rees       |
| 1981   | Wales: Einzelmeisterschaften              | Herrendoppel | 1     | Christopher Rees / Lyndon Williams |
| 1982   | Wales: Einzelmeisterschaften der Junioren | Herrendoppel | 1     | Lyndon Williams / Chris Rees       |
| 1982   | Wales: Einzelmeisterschaften              | Herrendoppel | 1     | Christopher Rees / Lyndon Williams |
| 1982   | Wales: Einzelmeisterschaften der Junioren | Mixed        | 1     | Lyndon Williams / Karen Dascombe   |
| 1983   | Junioren-Europameisterschaft              | Herrendoppel | 1     | Christopher Rees / Lyndon Williams |
| 1983   | Wales: Einzelmeisterschaften              | Herrendoppel | 1     | Christopher Rees / Lyndon Williams |
| 1984   | Wales: Einzelmeisterschaften              | Herrendoppel | 1     | Christopher Rees / Lyndon Williams |
| 1984   | Wales: Einzelmeisterschaften              | Mixed        | 1     | Lyndon Williams / Sarah Doody      |
| 1985   | Wales: Einzelmeisterschaften              | Herrendoppel | 1     | Christopher Rees / Lyndon Williams |
| 1985   | Wales: Einzelmeisterschaften              | Mixed        | 1     | Lyndon Williams / Sarah Doody      |
| 1986   | Wales: Einzelmeisterschaften              | Herrendoppel | 1     | Christopher Rees / Lyndon Williams |
| 1987   | Wales: Einzelmeisterschaften              | Herrendoppel | 1     | Christopher Rees / Lyndon Williams |
| 1988   | Europameisterschaft                       | Herrendoppel | 3     | Christopher Rees / Lyndon Williams |
| 1988   | Wales: Einzelmeisterschaften              | Herrendoppel | 1     | Christopher Rees / Lyndon Williams |
| 1990   | Wales: Einzelmeisterschaften              | Herrendoppel | 1     | Andrew Spencer / Lyndon Williams   |
| 1991   | Wales: Einzelmeisterschaften              | Herrendoppel | 1     | Andrew Spencer / Lyndon Williams   |
| 1992   | Wales: Einzelmeisterschaften              | Herrendoppel | 1     | Christopher Rees / Lyndon Williams |
| 1993   | Wales: Einzelmeisterschaften              | Herrendoppel | 1     | Christopher Rees / Lyndon Williams |
| 1995   | Wales: Einzelmeisterschaften              | Herrendoppel | 1     | Christopher Rees / Lyndon Williams |